# Marlierea sintenisii
Marlierea sintenisii är en myrtenväxtart som beskrevs av Hjalmar Frederik Christian Kiaerskov. Marlierea sintenisii ingår i släktet Marlierea och familjen myrtenväxter. IUCN kategoriserar arten globalt som sårbar. Inga underarter finns listade i Catalogue of Life.